# アウロラ (小惑星)
アウロラ (94 Aurora) は、小惑星帯に位置する小惑星の中ではかなり大きなものの一つである。アルベドは0.04しかなく、すすよりも光を反射しない。また楕円に近い形をしていることが分かっている。
アメリカ合衆国の天文学者、ジェームズ・クレイグ・ワトソン (James Craig Watson) によりミシガン州アナーバーで発見され、ローマ神話の曙の女神アウロラにちなみ命名された。
2001年10月12日と2004年2月27日に（後者は日本で）掩蔽が観測された。